# Кувьоз
Кувьозът (от френски: couveuse) е приспособление, което изглежда като бебешко легло, с температура и влажност, близки до тези в утробата.

## Описание
Кувьозите са с дължина около 60 см, имат прозрачен купол, изработен от пластмаса, легло, в което се поставя бебето, и табло за управление.
Тъй като недоносените бебета нямат телесни мазнини и не могат да се стоплят сами, уязвими са на инфекции и имат повишен риск от усложнения, се налага поставянето им в кувьоз. Той ги защитава, като регулира температурата и влажността и ограничава количеството на прах и алергени. Понякога доносени бебета, които имат затруднения, също се налага да бъдат поставени в кувьоз.

## История
Има сведения, че първите кувьози се появяват във Франция през XIX век, като идеята произлиза от инкубаторите за кокоши яйца. Дотогава смъртността на недоносените бебета е била висока, тъй като не е можело да се разчита на медицински грижи.
В XXI век кувьозите разполагат с допълнителни присособления като респиратори, абокати, уреди за ЕКГ, пулсоксиметри и други.
В бедните страни, където не всички могат да си позволят кувьози, недоносените деца се слагат в пазвата на майката. Бебето стои там през цялото време и му се дава да суче, когато прояви желание за това.